# Selnica Miholečka
Selnica Miholečka je naselje u Hrvatskoj u sastavu općine Svetog Petra Orehovca. Nalazi se u Koprivničko-križevačkoj županiji. 

## Zemljopis
Sjeverno su Voljavec Riječki i Bogačevo, sjeveroistočno je Sveti Petar Orehovec, istočno-sjeveroistočno je Orehovec, jugoistočno je Miholec, zapadno je Podvinje Miholečko, sjeverozapadno su Nemčevec, Barlabaševec, Lukačevec i Bogačevo Riječko. 

## Stanovništvo
| broj stanovnika | 88    | 91    | 107   | 110   | 137   | 142   | 127   | 142   | 154   | 149   | 138   | 118   | 107   | 100   | 89    | 86    | 64    |
|                 | 1857. | 1869. | 1880. | 1890. | 1900. | 1910. | 1921. | 1931. | 1948. | 1953. | 1961. | 1971. | 1981. | 1991. | 2001. | 2011. | 2021. |